# Antonio Maria Bononcini

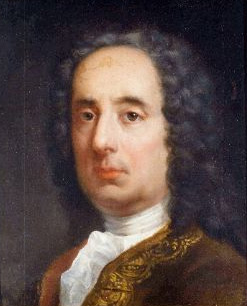
Antonio Maria Bononcini

Antonio Maria Bononcini (Modena, 18 juni 1677 – aldaar, 8 juli 1726) was een Italiaans cellist en componist. Hij was de jongere broer van de bekendere Giovanni Battista Bononcini.

## Levensloop
Bononcini studeerde net als zijn broer bij Giovanni Paolo Colonna. Tussen 1690 en 1693 speelde hij in het orkest van kardinaal Pamphili. In 1698 componeerde hij een allegorie, La fama eroica, voor een uitvoering in Rome. Hij werkte enige jaren samen met zijn broer, onder andere in het hoforkest in Wenen. Daar werd hij in 1705 kapelmeester van de aanstaande keizer Karel VI. In 1713 keerde hij terug naar Italië en werkte in Milaan, Napels en Modena. In 1721 werd hij kapelmeester in Modena, waar hij de rest van zijn leven bleef.

## Composities
Naast zijn muziektheaterwerken (opera's) componeerde hij meer dan 40 cantates (de meeste voor solozang en klavecimbel) en kerkmuziek, waaronder een Mis in g-mineur, een Stabat mater in c-mineur en een Salve Regina.

### Opera's
- Tigrane, re d'Armenia (1710)
- I veri amici (1715)
- Il tiranno eroe (1715)
- Sesostri re d'Egitto (1716)
- La conquista del vello d'oro (1717)
- Astianatte (1718)
- Griselda (1718)
- Nino (1720)
- Merope (1721)
- Endimione (1721)
- Rosiclea in Dania (1721)

### Oratorium
- Il trionfo della grazia (1707)